# Odczynnik Folina-Ciocâlteu
Odczynnik Folina-Ciocâlteu – mieszanina wolframianu sodu, molibdenianu sodu, siarczanu litu, wody bromowej oraz stężonych kwasów – solnego i fosforowego, używana do oznaczenia ilościowego związków fenolowych i polifenolowych w warunkach in vitro.
Odczynnik został opisany przez Ottona Folina i Vintilę Ciocâlteu w 1927 r. w celu oznaczania zawartości tryptofanu i tyrozyny w białkach.

## Metoda Folina-Ciocâlteu
Metoda Folina-Ciocâlteu jest metodą spektrofotometryczną, wykorzystującą zdolność polifenoli do tworzenia barwnych reakcji z odczynnikiem Folina-Ciocâlteu.

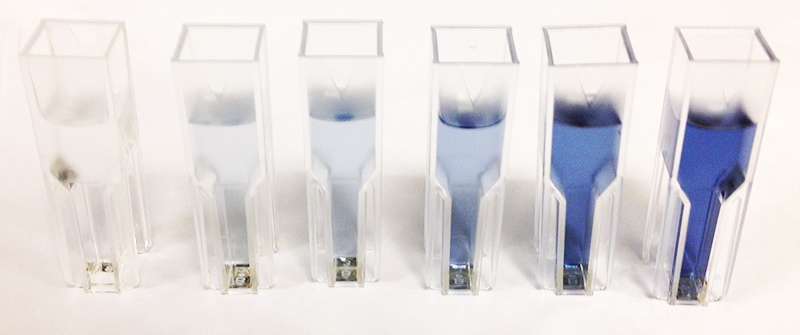
Różne stężenia tyrozyny po reakcji z odczynnikiem Folina-Ciocalteu

W trakcie reakcji odczynnika z próbką następuje utlenienie związków fenolowych w niej zawartych. W zasadowym środowisku reakcji (pH 10) obecne w odczynniku Folina-Ciocâlteu sole kwasów fosfowolframowego i fosfomolibdenowego ulegają redukcji. Powstały produkt daje niebieskie zabarwienie z powodu absorpcji światła o długości fali 745–750 nm.
Schemat reakcji:
Na
2WO
4/Na
2MoO
4 + fenol  →  (fenol−MoW
11O
40)4−

Mo(VI) (żółty) + e−
  →  Mo(V) (niebieski)
Za pomocą spektrofotometru przeprowadza się pomiar absorbancji przy długości fali 750–784 nm. Absorbancja jest proporcjonalna do całkowitej zawartości związków fenolowych w badanej próbce. Stechiometria dla różnych związków z grupy polifenoli może być różna, dlatego wynik jest wypadkową specyficznego udziału składników danego produktu. Średnią zawartość polifenoli wyznacza się przy pomocy krzywej kalibracyjnej wyznaczonej dla kwasu galusowego przy długościach fal 725 nm i 760 nm.
Najniższe wykrywalne stężenie związków fenolowych wynosi ok. 5 nM.

## Zastosowanie
Metoda Folina-Ciocalteu wykorzystywana jest do oznaczania całkowitej zawartości polifenoli w roślinach, owocach, ziołach i kosmetykach. Ponadto znalazła zastosowanie w badaniu zawartości fenoli w żywności, przyprawach, czekoladzie, napojach kofeinowych oraz alkoholowych.
Odczynnik może być stosowany do kolorymetrycznego oznaczania stężenia kwasu askorbinowego w próbkach, z zachowaniem dużej dokładności.

## Ograniczenia
Metoda Folina-Ciocâlteu charakteryzuje się niewielką selektywnością, ze względu na reakcję odczynnika z innymi substancjami redukującymi. Obecne w próbce białka, cukry redukujące, dwutlenek siarki i kwas askorbinowy mogą prowadzić do interakcji z fenolami, co ma istotny wpływ na wynik oznaczenia. Poprawę wiarygodności pomiarów osiąga się stosując odpowiedni stosunek ilościowy zasady do odczynnika Folina-Ciocâlteu oraz optymalizując czas i temperaturę reakcji.

## Alternatywy
Zawartość polifenoli można badać również za pomocą troloksu, a także fluorymetrycznie, z wykorzystaniem kropek kwantowych CdTe (metoda ta jest ok. 8× czulsza od metody Folina-Ciocâlteu; wyników nie zakłóca obecność białek i cukrów redukujących). 